# Claudio Santis
Claudio Patricio Santis Torrejón (Santiago, Chile, 16 de octubre de 1992) es un futbolista chileno. Juega de portero en C. F. Atlètic Amèrica de la Segunda División de Andorra.

## Trayectoria
Debutó el año 2010 en el pórtico del primer equipo de la Universidad Católica.
En el 2° Semestre del año 2013 es oficializado su Préstamo del equipo Universidad Católica hacia Deportes Puerto Montt 
Posteriormente cedido a san Antonio Unido y deportes la serena.

## Selección nacional
El 29 de agosto de 2010 fue nominado a la selección chilena para jugar un amistoso frente a Ucrania posteriormente nominado a los partidos de Emiratos Árabes Unidos y Omán. 

## Clubes
| Club                  | País      | Año       |
| --------------------- | --------- | --------- |
| Universidad Católica  | Chile     | 2010-2013 |
| Deportes Puerto Montt | Chile     | 2013-2014 |
| San Antonio Unido     | Chile     | 2014-2015 |
| Deportes La Serena    | Chile     | 2015-2017 |
| Colchagua             | Chile     | 2018      |
| Deportes Santa Cruz   | Chile     | 2019      |
| Palmaflor             | Bolivia   | 2020-2021 |
| Deportes Melipilla    | Chile     | 2021      |
| Sacachispas           | Guatemala | 2022      |
| Trasandino            | Chile     | 2023-2024 |
| C. F. Atlètic Amèrica | Andorra   | 2025-Act. |

## Palmarés

### Campeonatos nacionales
| Título           | Equipo               | País  | Año  |
| ---------------- | -------------------- | ----- | ---- |
| Primera División | Universidad Católica | Chile | 2010 |
| Copa Chile       | Universidad Católica | Chile | 2011 |